# Marcos Rogério de Lima
Marcos Rogério de Lima, noto anche come Marcos Pezão (Ribeirão Pires, 25 maggio 1985), è un artista marziale misto brasiliano.
Combatte nella divisione dei pesi mediomassimi per l'organizzazione statunitense UFC. In passato ha militato anche nelle promozioni Strikeforce e Shooto.

## Caratteristiche tecniche
De Lima è un lottatore che predilige il combattimento in piedi, nel quale dimostra buone abilità nel kickboxing e potenza di braccia.

## Carriera nelle arti marziali miste

### Ultimate Fighting Championship
Il 28 gennaio 2017 sfida il debuttante Jeremy Kimball a UFC on Fox 23: durante le cerimonie del peso il brasiliano arriva a toccare le 209 libbre, oltre il limite di 206 dei mediomassimi, e si vede così ritirare il 20% della sua borsa. Il match si svolge pertanto ad un catchweight ma De Lima non ha difficoltà ad imporsi via KO tecnico alla prima ripresa.

## Risultati nelle arti marziali miste
| Risultato | Record | Avversario            | Metodo                                | Evento                                  | Data             | Round | Tempo | Città                   | Note                        |
| --------- | ------ | --------------------- | ------------------------------------- | --------------------------------------- | ---------------- | ----- | ----- | ----------------------- | --------------------------- |
| Vittoria  | 19-7-1 | Ben Rothwell          | KO tecnico (pugni)                    | UFC Fight Night: Holloway vs. Rodríguez | 13 novembre 2021 | 1     | 0:32  | Las Vegas, Stati Uniti  |                             |
| Vittoria  | 18-7-1 | Maurice Greene        | Decisione (unanime)                   | UFC on ESPN: Rodriguez vs. Waterson     | 8 maggio 2021    | 3     | 5:00  | Las Vegas, Stati Uniti  |                             |
| Sconfitta | 17-7-1 | Alexandr Romanov      | Sottomissione tecnica (forearm choke) | UFC Fight Night: Santos vs. Teixeira    | 7 novembre 2020  | 1     | 4:48  | Las Vegas, Stati Uniti  |                             |
| Vittoria  | 17-6-1 | Ben Sosoli            | KO tecnico (pugni)                    | UFC Fight Night: Felder vs. Hooker      | 23 febbraio 2020 | 1     | 1:28  | Auckland, Nuova Zelanda |                             |
| Sconfitta | 16-6-1 | Stefan Struve         | Sottomissione (arm-triangle choke)    | UFC Fight Night: Błachowicz vs. Santos  | 23 febbraio 2019 | 2     | 2:21  | Praga, Repubblica Ceca  |                             |
| Vittoria  | 16-5-1 | Adam Wieczorek        | Decisione (unanime)                   | UFC 230: Cormier vs. Lewis              | 3 novembre 2018  | 3     | 5:00  | New York, Stati Uniti   | Ritorno nei pesi massimi    |
| Sconfitta | 15-5-1 | Ovince Saint Preux    | Sottomissione (Von Flue choke)        | UFC Fight Night: Swanson vs. Lobov      | 22 aprile 2017   | 2     | 2:11  | Nashville, Stati Uniti  | Catchweight di 210 libbre   |
| Vittoria  | 15-4-1 | Jeremy Kimball        | KO tecnico (pugni)                    | UFC on Fox: Shevchenko vs. Peña         | 28 gennaio 2017  | 1     | 2:27  | Denver, Stati Uniti     | Catchweight di 209.5 libbre |
| Sconfitta | 14-4-1 | Gadzhimurad Antigulov | Sottomissione (ghigliottina)          | UFC Fight Night: Bader vs. Nogueira 2   | 19 novembre 2016 | 1     | 1:07  | San Paolo, Brasile      |                             |